# 535 Montague
535 Montague è un asteroide della fascia principale del diametro medio di circa 74,49 km. Scoperto nel 1904, presenta un'orbita caratterizzata da un semiasse maggiore pari a 2,5699939 UA e da un'eccentricità di 0,0231730, inclinata di 6,78295° rispetto all'eclittica.
Montague, da cui prende il nome l'asteroide, è una città del Massachusetts e luogo di nascita dello scopritore.